# Morgan (Minnesota)
Morgan és una població dels Estats Units a l'estat de Minnesota. Segons el cens del 2000 tenia 903 habitants.

## Demografia
Segons el cens del 2000, Morgan tenia 903 habitants, 377 habitatges, i 243 famílies. La densitat de població era de 633,9 habitants per km².
Dels 377 habitatges en un 27,3% hi vivien nens de menys de 18 anys, en un 56,2% hi vivien parelles casades, en un 6,9% dones solteres, i en un 35,3% no eren unitats familiars. En el 32,4% dels habitatges hi vivien persones soles el 20,2% de les quals corresponia a persones de 65 anys o més que vivien soles. El nombre mitjà de persones vivint en cada habitatge era de 2,29 i el nombre mitjà de persones que vivien en cada família era de 2,9.
Per edats la població es repartia de la següent manera: un 24,4% tenia menys de 18 anys, un 6,3% entre 18 i 24, un 21,3% entre 25 i 44, un 17,9% de 45 a 60 i un 30,1% 65 anys o més.
L'edat mediana era de 43 anys. Per cada 100 dones de 18 o més anys hi havia 81,2 homes.
La renda mediana per habitatge era de 30.673 $ i la renda mediana per família de 40.096 $. Els homes tenien una renda mediana de 27.031 $ mentre que les dones 21.250 $. La renda per capita de la població era de 16.454 $. Entorn del 4,2% de les famílies i el 5,8% de la població estaven per davall del llindar de pobresa.

## Poblacions més properes
El següent diagrama mostra les poblacions més properes.